# Schistosomatidae
Famille
Les Schistosomatidae forment une famille de vers plats parasites.

## Nomenclature
La famille a été décrite sous le nom de « Schistosomidae » par Stiles & Hassall, 1898. Mais ce nom est incorrect grammaticalement, comme l'a noté Poche en 1907, qui a corrigé le nom en « Schistosomatidae ». 

## Liste des sous-familles et genres
Une quinzaine de genres sont répartis en quatre sous-familles :
- sous-famille Bilharziellinae Price, 1929
  - Allobilharzia Kolafova, Rudolfova, Hampl & Skirnisson, 2006
  - Bilharziella Looss, 1899
  - Jilinobilharzia Liu & Bai, 1976
  - Trichobilharzia Skrjabin & Zakharow, 1920
- sous-famille Gigantobilharziinae Mehra, 1940
  - Dendritobilharzia Skrjabin & Zakharow, 1920
  - Gigantobilharzia Odhner, 1910
- sous-famille Griphobilharziinae Platt, Blair, Purdie & Melville, 1991
  - Griphobilharzia Platt & Blair in Platt, Blair, Purdie & Melville, 1991
- sous-famille Schistosomatinae Stiles & Hassall, 1898
  - Austrobilharzia Johnston, 1917
  - Bivitellobilharzia Vogel & Minning, 1940
  - Heterobilharzia Price, 1929
  - Macrobilharzia Travassos, 1922
  - Orientobilharzia Dutt & Srivastava, 1955
  - Ornithobilharzia Odhner, 1912
  - Schistosoma Weinland, 1858
  - Schistosomatium Tanabe, 1923